# Fort IX Twierdzy Modlin

Schemat ukazujący rozmieszczenie obiektów Twierdzy Modlin w 1915 roku

Fort IX Twierdzy Modlin, Fort IX w Grochalach – nieukończony, współcześnie nieistniejący fort Twierdzy Modlin, budowany w latach 1912–1914 we wsi Grochale, ponad 2 km na zachód od fortu VIII. Miał zamykać odcinek pierścienia fortów od fortu VII w Cybulicach do dzieła D1 w Wólce Smoszewskiej. Budowa została przerwana wraz z wybuchem I wojny światowej. Prawdopodobnie nie wykonano żadnych elementów betonowych, ograniczając się do prac ziemnych. Fort miał częściowo trójkątny narys z podstawą o długości ok. 200 m i był projektowany jako niewielki punkt oporu. W dokumentach wspomina się także o planach budowy trzech fortów oznaczonych jako IXa, IXb i IXc, z których powstał tylko jeden. Przed 1914 rokiem istniała tu ziemna pozycja polowa z drewniano-kamiennymi schronami. W relacjach niemieckich żołnierzy z 1915 roku pojawia się wzmianka o forcie IXc, co sugeruje funkcjonowanie w tym rejonie prowizorycznych stanowisk bojowych. Współcześnie jego lokalizację można zidentyfikować dzięki zdjęciom satelitarnym i danym Lidar .